# Maria Schneider (Komponistin)

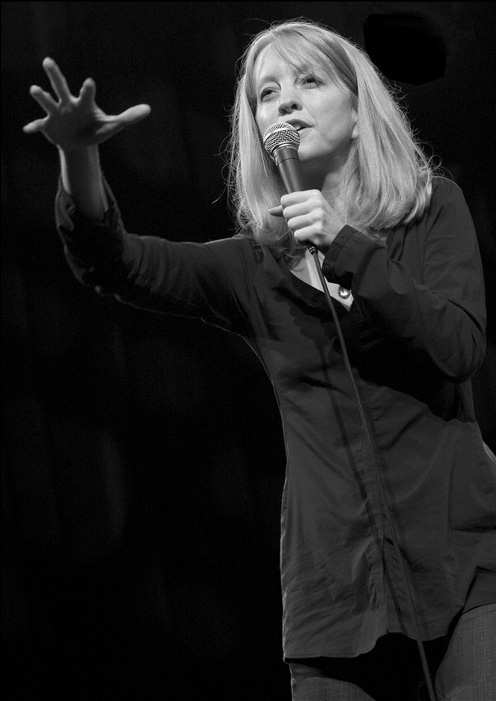
Maria Schneider (North Sea Jazz Festival, Rotterdam, 2008)

Maria Lynn Schneider (* 27. November 1960 in Windom, Minnesota) ist eine US-amerikanische Komponistin, Bandleaderin und Arrangeurin. Sie gilt als „eine der originellsten Komponistinnen und Arrangeurinnen des zeitgenössischen Bigband-Jazz“ und wurde für ihr Werk bisher mit sieben Grammy Awards ausgezeichnet.

## Leben und Wirken
Bereits mit fünf Jahren erhielt Schneider Klavierunterricht; ihre Lehrerin war für die folgenden 13 Jahre Evelyn Butler, eine aus Chicago stammende Klassik- und Jazzpianistin. In der Schulband spielte sie Klarinette und Violine. Nach einem Musikstudium an der University of Minnesota (B.A. 1983), der University of Miami und der Eastman School of Music (M.A. 1985) kam Schneider 1985 nach New York City. Hier absolvierte sie von 1986 bis 1991 ein privates Kompositionsstudium bei Rayburn Wright, nach dessen Tod 1990 bei Bob Brookmeyer. Dieser führte sie bei Mel Lewis ein, der mit seinem Orchester einige ihrer Kompositionen aufführte. Zur selben Zeit wurde sie Assistentin des Arrangeurs Gil Evans und arbeitete mit ihm an zahlreichen Projekten, insbesondere der Musik zum Film Die Farbe des Geldes (The Color of Money) und der Musik für die Gil-Evans/Sting-Tournee 1987.
Maria Schneider gründete 1992 ihre eigene Big Band, das Maria Schneider Jazz Orchestra, und trat damit von 1993 bis 1998 jeden Montag im Jazzclub Visiones in New York auf. Auftragswerke schrieb sie unter anderem für die folgenden Orchester: Norrbotten Big Band, Danish Radio Orchestra, Metropole Orchestra, Orchestre National de Jazz und Carnegie Hall Jazz Orchestra. In Deutschland arbeitete sie unter anderem mit der Bigband „Blechschaden“, der WDR Big Band Köln, dem Sunday Night Orchestra, der SWR Big Band, der NDR Bigband und dem Subway Jazz Orchestra.
In ihren Formationen arbeiteten u. a. Jeff Ballard, Dave Ballou, George Flynn, Greg Gisbert, Tim Horner, Ingrid Jensen, Rick Margitza, Rich Perry, Tim Ries, Scott Robinson und Ryan Truesdell.
Seit 2003 arbeitet sie vorwiegend mit der New Yorker Crowdfunding-Plattform und deren Jazzmusiklabel ArtistShare zusammen und hat während dieser Kooperation mit dort entstandenen Produktionen etliche Grammy Awards geholt.
Der Name ihres 2015er Albums The Thompson Fields bezieht sich auf eine Farm im Südwesten Minnesotas, auf der sie aufwuchs. Alle acht Kompositionen sind eigene und beziehen sich auf die dortige Landschaft.

## Preise und Auszeichnungen
Schneider erhielt 1991 die Gil Evans Fellowship. Sie wurde im Down-Beat-Poll der Kritiker 1997, 2001 und 2002 als „Arrangeur des Jahres“ gewürdigt. 2001 erhielt sie auch den „Readers' Poll Award“ für Arrangeure der Zeitschrift, wie auch 2004 und häufiger danach, zum Beispiel 2011 in den Reader und Kritiker Polls als Arrangeurin und Komponistin. Nachdem sie bereits dreimal für einen Grammy nominiert war, erhielt sie 2005 ihren ersten Grammy für ihr Album Concert in the Garden (den ersten Grammy für eine CD, die ausschließlich durch das Internet vertrieben wird). 2007 wurde ihr für ihre Komposition Cerulean Skies ein zweiter Grammy überreicht. Für ihre Komposition Dissolution, die in Zusammenarbeit mit der Pilobolus Dance Group entstand, erhielt sie den Doris Duke Award.
Das 2013er Album Winter Morning Walks, aufgenommen mit dem Australian Chamber Orchestra und dem St. Paul Chamber Orchestra, gewann gleich drei Grammy Awards auf einmal: für a) Best Classical Vocal Solo, b) Best Classical Contemporary Composition und c) Best Engineered Album, Classical. 2016 wurde sie für ihr Album The Thompson Fields mit dem Grammy Award in der Kategorie Large Jazz Ensemble Album ausgezeichnet; 2021 erhielt sie in derselben Kategorie einen Grammy für ihr Album Data Lords, dessen Titel Sputnik als beste Instrumentalkomposition geehrt wurde.
2020 wurde Schneider in die American Academy of Arts and Sciences und 2023 in die American Academy of Arts and Letters gewählt.

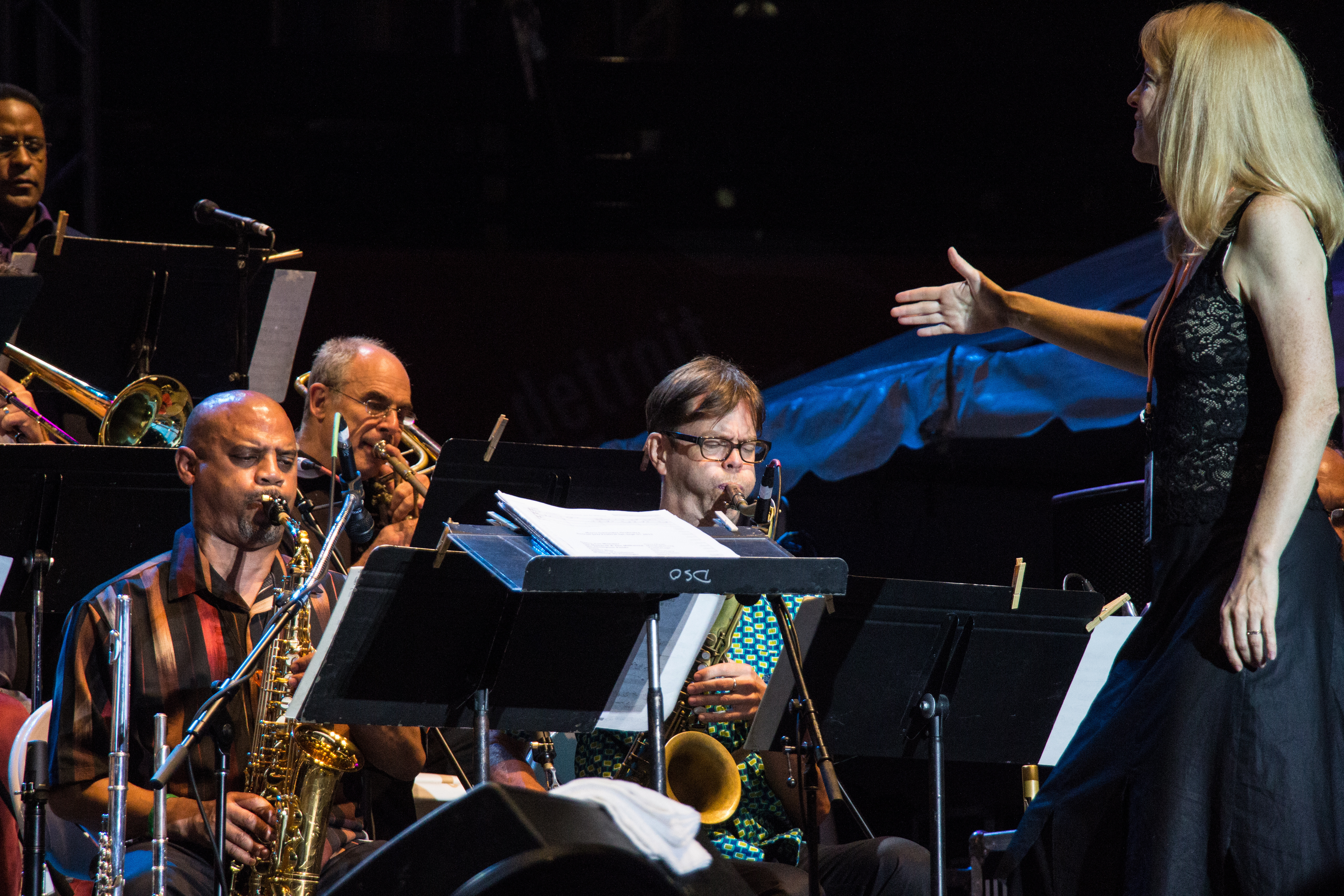
Maria Schneider mit ihrem Orchestra (2015)

## Diskographische Hinweise
- 1994 – Evanescence, Enja
- 1996 – Coming About, Enjoy
- 2000 – Live at the Jazz Standard – Days of Wine and Roses, ArtistShare
- 2000 – Allegresse, Enjoy
- 2000 - SWR Big Band feat. Maria Schneider: Plays the Music of Maria Schneider & Kurt Weill, Live!
- 2004 – Concert in the Garden, ArtistShare
- 2007 – Sky Blue, ArtistShare
- 2012 – Concert in the Garden, ArtistShare
- 2013 – Winter Morning Walks, mit Dawn Upshaw, dem Saint Paul Chamber Orchestra und dem Australian Chamber Orchestra
- 2015 – The Thompson Fields, ArtistShare
- 2018 – Maria Schneider & SWR Big Band, SWR Jazzhaus
- 2020 - Data Lords, ArtistShare